# Once (Film)

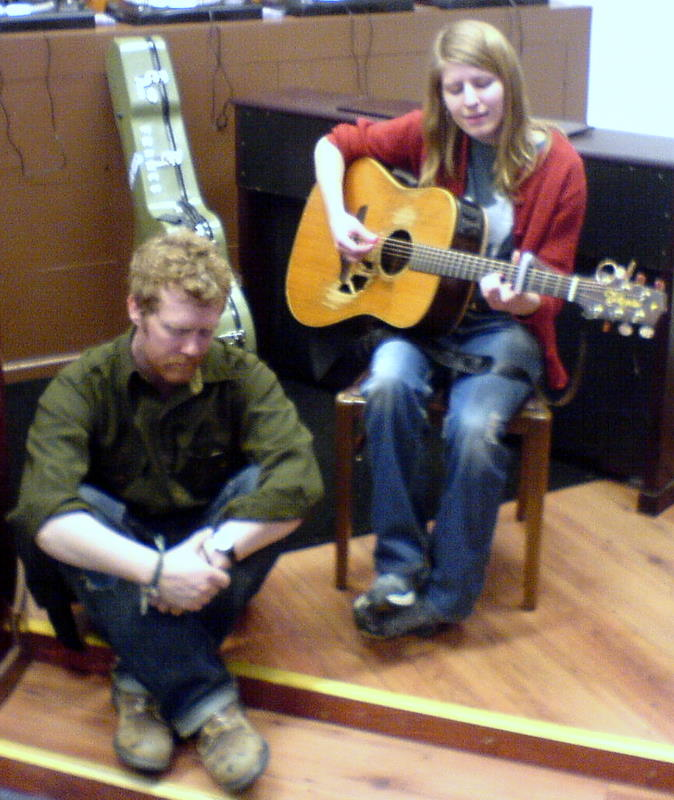
Hansard und Irglová (2006)

Once ist ein irischer Independentfilm von John Carney aus dem Jahr 2006.
Der Film wurde 2008 mit einem Oscar in der Kategorie Bester Song ausgezeichnet.

## Handlung
Der Protagonist lebt wieder bei seinem verwitweten Vater in Dublin und repariert in dessen Elektrogeräteladen Staubsauger. Nebenbei betätigt er sich mit seiner verschrammelten Gitarre als Straßenmusiker und träumt von einer Karriere als Profimusiker. Eine junge tschechische Immigrantin, die in Dublin als Blumenverkäuferin auf der Straße arbeitet und später von einer reichen Familie als Putzfrau eingestellt wird, freundet sich mit ihm an und ermutigt ihn bald darauf, seine Träume in die Realität umzusetzen.
Nachdem ihn die ausgebildete Pianistin in einer Mittagspause mit ihrem Spiel fasziniert hat, entdecken die beiden, über die gemeinsame Begeisterung für die Musik hinweg, mehr und mehr auch ihre Sympathie füreinander, können aber die Spuren ihrer jeweiligen Vergangenheit nicht auslöschen. Während er in seinen Liedern eine schmerzliche Trennung verarbeitet, hat sie eine fast zweijährige Tochter mit ihrem Ehemann, der in Tschechien zurückgeblieben ist. Tagsüber kümmert sich ihre mit ihr nach Irland gezogene Mutter um das Kind des getrennt lebenden Ehepaares.
Mit einer bunt zusammengewürfelten Straßenband nehmen sie in einem Dubliner Studio eine Demo-CD auf. Danach gehen beide aber doch wieder getrennte Wege: Er entscheidet sich, es in London als Künstler zu versuchen und dort auch um seine alte Liebe zu kämpfen, die ihn bei einem Telefonat dazu ermutigt. Sie versucht mit ihrem Ehemann, der aus Tschechien nach Dublin zieht, einen Neuanfang. Als Abschiedsgeschenk lässt der Straßenmusiker ihr ein Klavier liefern, bezahlt von dem Geld, das sein Vater ihm für den Neuanfang in London gegeben hat.

## Filmmusik
Die Filmmusik wurde von den beiden Hauptdarstellern Glen Hansard und Markéta Irglová eingespielt und gesungen. Die Filmmusik wurde zum größten Teil von Hansard komponiert, auch Irglová steuerte zwei Lieder bei. Weitere zwei Lieder schrieben sie gemeinsam. Glen Hansard und Markéta Irglová wurden 2008 für den Song „Falling Slowly“ mit einem Oscar in der Kategorie Bester Song ausgezeichnet und waren im selben Jahr für den Grammy nominiert. In den USA, im UK und in Deutschland wurde der Soundtrack mit einer Goldenen Schallplatte ausgezeichnet.

## Hintergrundinformationen
Die beiden Hauptfiguren haben keine Namen. Sie werden im Abspann lediglich als „The Guy“ und „The Girl“ bezeichnet.
Die beiden Hauptdarsteller nahmen privat nach der Fertigstellung der Dreharbeiten eine Beziehung auf. Der Altersunterschied zwischen den beiden beträgt 18 Jahre.
Hauptdarsteller Glen Hansard ist Sänger und Gitarrist der Band The Frames, Regisseur John Carney war dort bis 1993 Bassist. Hansard spielte den Outspan Foster im Musikfilm Die Commitments.
Der Film wurde beinahe in Dogma-Manier in 17 Tagen (bis auf einen Kran-Take) mit Handkamera an Originalschauplätzen und in den Wohnungen verschiedener Crewmitglieder gedreht. Das Budget betrug wegen dieser sparsamen Produktionsweise nur 130.000 Euro (160.000 US-Dollar). Finanzielle Förderung in Höhe von 100.000 Euro erhielten sie vom Irish Film Board.
Once wurde am 15. Juli 2006 beim Galway Film Fleadh in Irland in einem Rohschnitt uraufgeführt. Nachdem der Film von allen europäischen Filmfestival-Jurys abgelehnt worden war, gewann er auf dem Sundance Film Festival 2007 überraschend den Publikumspreis.
Der Film startete in den USA mit nur zwei Kopien und wurde dort dennoch ein finanzieller Erfolg. Der deutsche Kinostart war am 17. Januar 2008.
Ein Musical zu dem Film wurde 2012 an den Broadway gebracht und gewann im gleichen Jahr acht Tony Awards bei 12 Nominierungen.
Im Jahr 2011 wurde der Dokumentarfilm The Swell Season – Die Liebesgeschichte nach Once veröffentlicht, der sich mit dem Leben von Hansard und Irglová nach dem Erfolg des Films Once beschäftigt (die beiden unterhielten infolge des Films eine Beziehung miteinander). Der Film wird auch oft als Sequel zu Once betrachtet und wurde in Deutschland unter anderem gemeinsam mit Once in einer Collector’s Edition auf DVD herausgebracht.

## Vorgeschichte zum Film
Regisseur John Carney hatte den Plan, einen Film über einen Straßenmusiker zu machen. Zu diesem Zweck bat er seinen Freund Glen Hansard einige Lieder zu schreiben, die er im Film verwenden konnte. Hansard und Carney spielten einige Jahre zuvor gemeinsam in der Band „The Frames“. Hansard machte Carney mit Markéta Irglová bekannt, welche der Profileigenschaft – Osteuropäerin und Musikerin – entsprach. Carney war bald davon überzeugt, ihr die Rolle der Hauptdarstellerin zu geben. Die Suche nach dem männlichen Hauptdarsteller war durch einige Entscheidungen geprägt. Carney hatte die Wahl, einen sehr guten Schauspieler zu verpflichten, der durchschnittlich singen konnte, oder einen sehr guten Sänger, der durchschnittlich im Schauspiel war. Er entschied sich für zweiteres, da der Fokus der Geschichte klar auf die Musik gelegt war.
Als er schließlich sah, wie Hansard und Irglová interagierten, stand für ihn fest, Hansard für die Hauptrolle zu verpflichten.

## Auszeichnungen
Academy Award (Oscar) 2008
- In der Kategorie Bester Song mit „Falling Slowly“ für Glen Hansard und Markéta Irglová.

Independent Spirit Award 2008
- Als bester ausländischer Film.

Chlotrudis Award 2008
- Als bester Film.

Sundance Film Festival 2007
- Als Bester ausländischer Film (Publikumspreis)

## Kritiken
„Dieser kleine Film hat mir genügend Inspiration geschenkt, um damit durchs ganze Jahr zu kommen.“

„Endlich einmal kein glatter, kein geschönter, kein konstruierter Quatsch an Beziehung und Musik, sondern eine richtig urwüchsige, völlig unaufgeregte, angenehm lakonische Frisch-Fröhlich-Fromm-urige-Einfach-So-Begegnungs-Song-Geschichte von Boy und Girl. Das ist es. Wer an diesem Film vorbeistolpert, ist selber schuld, aber sage keiner, dass er nicht gewusst habe, dass es diesen Film gibt: „Once“ ist Musik-Charme- und Atmosphäre-Kult-pur. Ein Film zum, pardon, Liebhaben, Gerne-Mögen. SO WUNDERBAR-NORMAL-SCHÖN WAR KINO SCHON LANGE NICHT MEHR!“

„Mit Straßenmusikern scherzt man nicht: Der kleine Musikfilm ‚Once‘, Überraschungserfolg beim Sundance-Festival 2007, gibt sich als Neuinterpretation des Musikfilm-Genres – und scheitert grandios an der eigenen Ernsthaftigkeit.“

„Eine echte Rarität: Musikfilm, Lebens- und Liebesgeschichte, glaubwürdig und warmherzig erzählt.“

Margret Köhler vom Bayerischen Rundfunk nannte den Film „rundum gelungen“.